# گاوریلوف پوساد
شهر گاوریلوف پوساد (به روسی: Гаврилов Посад) در کشور روسیه و در اوبلاست ایوانوف واقع شده‌است.